# 白梅学園短期大学
白梅学園短期大学（しらうめがくえんたんきだいがく、英語: Shiraume Gakuen College）は、東京都小平市小川町1-830に本部を置く日本の私立大学。1942年創立、1957年大学設置。大学の略称は白梅短大。

## 概観

### 大学全体
- 東京都小平市に所在する日本の私立短期大学で、設置主体は学校法人白梅学園[1]。
- 1957年に、昼間部及び夜間部に各1学科体制で開学[2]。以後、増設により複数の学科を擁していたが、時代の流れにより現在、保育科のみの単科短大に縮小されている。

### 建学の精神（校訓・理念・学是）
- 白梅学園短期大学における建学の精神は「人間を愛し、人間の価値を最高度に実現しようとするヒューマニズムの精神」となっている。

### 教育および研究
- 白梅学園短期大学は保育士の養成で知られる短大で、50年余りの歴史がある。付属幼稚園での教育実習も盛んに行われている。
- ほか、介護職の養成にも力をいれていた。

### 学風および特色
- 白梅学園短期大学は2007年財団法人短期大学基準協会における第三者評価の結果、「適格」認定を受けている。
- かつては、女子を対象とした短大だったが現在は男女共学となっている。ただし、心理学科は女子のみと一部、旧来の女子短大のイメージを感じさせられるところもあった。

## 沿革
- 1942年
  - 小松謙助が財団法人社会教育協会の一環として東京家庭学園を創設。
- 1953年
  - 12月15日 学校法人白梅学園の設置が認可される[3]。
- 1953年
  - 白梅保母学園に改組。
- 1955年
  - 白梅保育学園保育科となる。
- 1957年
  - 3月15日 左記を以て文部省[注 3]より短期大学の設置が認可される[4]。
  - 4月1日 白梅学園短期大学が以下の学科体制にて開学する[注 4]。
    - 保育科
      - 第一部 入学定員50名
      - 第二部 入学定員50名
- 1958年
  - 5月1日 学生数[6]/定員
    - 保育科 
      - 第一部 116[注釈 1]/100
      - 第二部 100[注釈 1]/100
- 1961年
  - 3月31日 専攻科の設置が認可され、以下の課程を設ける[7]。
    - 保育専攻
      - 第一部 入学定員25名
      - 第二部 入学定員25名

  - 4月1日 以下の学科を増設する[8]。
    - 心理技術科
      - 第一部 入学定員50名
      - 第二部 入学定員50名

  - 5月1日 学生数[9]/定員
    - 保育科 
      - 第一部 173[注釈 1]/100
      - 第二部 119[注釈 1]/150

    - 心理技術科 
      - 第一部 7[注釈 1]/50
      - 第二部 10[注釈 2]/50
- 1962年
  - 4月1日 専攻科保育専攻の修業年限を2年制へ延長[注 5]。
- 1964年
  - 4月1日 保育科第一部、心理技術科第一部をそれぞれ小平市にキャンパス移転[注 6]。
- 1966年
  - 4月1日 以下の学科を増設する[13]。
    - 教養科 入学定員50名[14]

  - 5月1日 学生数[15]/定員
    - 保育科 
      - 第一部 231[注釈 1]/100
      - 第二部 166[注釈 1]/150

    - 心理技術科 
      - 第一部 52[注釈 1]/100
      - 第二部 21[注釈 3]/100　

    - 教養科 28[注釈 1]/50
- 1970年
  - 6月4日 保育科第二部、心理技術科第二部のキャンパスを移転[注 7]
- 1974年
  - 4月1日 保育科第一部の入学定員を50[19]→150[20]に増員[21]。
- 1975年
  - 5月1日 学生数[22]/定員
    - 保育科 
      - 第一部 450[注釈 1]/300
      - 第二部 270[注釈 4]/150　

    - 心理技術科 
      - 第一部 101[注釈 1]/100
      - 第二部 28[注釈 5]/100　

    - 教養科 144[注釈 1]/100
- 1986年
  - 4月1日 以下、この年度で学生募集を最終とする[注 8]。
    - 保育科第二部
    - 心理技術科第二部

  - 同 専攻科について、以下の課程をこの年度で学生募集を最終とする[注 9]。
    - 保育専攻第二部

  - 5月1日 学生数[26]/定員
    - 保育科 
      - 第一部 531[注釈 1]/300
      - 第二部 50[注 10]/150

    - 心理技術科 
      - 第一部 154[注釈 1]/100
      - 第二部 37[注釈 2]/100

    - 教養科 197[注釈 1]/100
- 1987年
  - 4月1日 一部の学科について、以下の通りて定員増する[注 11]。
    - 心理技術科第一部 50[注釈 6]→80[注釈 7]
    - 教養科 50[注釈 6]→80[注釈 7]

  - 5月1日 学生数[30]/定員
    - 保育科 
      - 第一部 512[注釈 1]/300
      - 第二部 32[注釈 8]/100

    - 心理技術科 
      - 第一部 158[注釈 1]/130
      - 第二部 17[注釈 9]/50

    - 教養科 196[注釈 1]/130
- 1988年
  - 5月1日 学生数[31]/定員
    - 保育科 
      - 第一部 534[注釈 1]/300
      - 第二部 17[注釈 9]/50

    - 心理技術科 
      - 第一部 171[注釈 1]/100
      - 第二部 5[注釈 5]/-

    - 教養科 229[注釈 1]/160
- 1989年
  - 4月1日 心理技術科を心理学科に改称[32]。
  - 同 専攻科に以下の課程を置く[33]。
    - 福祉専攻 入学定員40名

  - 5月1日 学生数[34]/定員
    - 保育科 548[注釈 1]/300
    - 心理学科 99[注釈 1]/80[35]
      - 心理技術科 96[注釈 1]/80

    - 教養科 245[注釈 1]/160
- 1990年
  - 4月1日 保育科(第一部に相当)にはじめて男子の在籍が確認される。
  - 5月1日 学生数[36]/定員
    - 保育科 527[注釈 2]/300
    - 心理学科 200[注釈 1]/160
    - 教養科 269[注釈 1]/160
- 1991年
  - 4月1日 一部の学科について以下の通り定員増を行う[注 12]。
    - 心理学科第一部 80[注釈 10]→100[注釈 11]
    - 教養科 80[注釈 10]→100[注釈 11]

  - 5月1日 学生数[41]/定員
    - 保育科 523[注釈 3]/300
    - 心理学科 209[注釈 1]/180
    - 教養科 287[注釈 1]/180
- 1992年
  - 5月1日 学生数[注 13]/定員
    - 保育科 509[注釈 12]/300
    - 心理学科 212[注釈 1]/200
    - 教養科 291[注釈 1]/200

  - 12月21日 左記をもって以下の学科を正式に廃止とする[44]。
- 1993年
  - 4月1日 学科名の変更を以下の通り行う[44]。
    - 保育科第一部→保育科
    - 心理学科第一部→心理学科

  - 5月1日 学生数[45]/定員
    - 保育科 449[注 14]/300
    - 心理学科 210[注釈 1]/200
    - 教養科 286[注釈 1]/200
- 1998年
  - 4月1日 以下の学科を増設する[46]。
    - 福祉援助学科 入学定員80名[注 15]

  - 同 専攻科保育専攻の修業年限が2年制に移行[注 16]。
  - 5月1日 学生数[51]/定員
    - 保育科 387[注釈 3]/300
    - 心理学科 246[注釈 1]/200
    - 教養科 235[注釈 1]/200
    - 福祉援助学科 88[注釈 12]/80
- 1999年
  - 5月1日 学生数[52]/定員
    - 保育科 414[注釈 4]/300
    - 心理学科 266[注釈 1]/200
    - 教養科 225[注釈 1]/200
    - 福祉援助学科 173[注釈 8]/160
- 2000年
  - 4月1日 入学定員の変更が以下の通り行われる[53]。
    - 保育科 150→180
    - 心理学科 100→70[注 17]
- 2004年
  - 4月1日 教養科の学生募集をこの年度で最終とする[注 18]。
  - 同 専攻科保育専攻の学生募集を最終とする。
- 2005年
  - 4月1日 保育科の入学定員を180→100に減員[55]。
- 2006年
  - 3月31日 左記をもって教養科を正式に廃止とする[56]。
  - 同 左記をもって専攻科保育専攻を廃止とする。
- 2007年
  - 4月1日 保育科の入学定員を100→130に増員する[57]。
- 2008年
  - 4月1日 心理学科の学生募集をこの年度で最終とする[注 19]。
- 2009年
  - 4月1日 福祉援助学科の学生募集をこの年度で最終とする[注 20]。
- 2011年
  - 3月31日 左記をもって心理学科を廃止とする[60]。
- 2012年
  - 3月31日  左記をもって心理学科を廃止とする[61]。
  - 4月1日 保育科の入学定員を130→95に減員[61]。

## 基礎データ

### 所在地
- 小平キャンパス（東京都小平市小川町1-830）
- 旧・杉並キャンパス（東京都杉並区馬橋4丁目）

### 交通アクセス
- 西武国分寺線鷹の台駅下車。徒歩約15分。

### 象徴
- 白梅学園短期大学のカレッジマークは、学名通りウメをイメージしている[62]。

## 教育および研究

### 組織

#### 学科
- 保育科 入学定員95名[1]

##### 学科の変遷
- 保育科
  - 第一部→保育科
  - 第二部[注釈 13]
- 教養科 入学定員50名[注 21]
- 心理技術科→心理学科
  - 第一部→心理学科  入学定員70名[注 22]
  - 第二部[注釈 13]
- 福祉援助学科 入学定員80名[注 23]

#### 専攻科
- 現在はなし。

##### 過去にあった専攻科
- 保育専攻[注 24] 入学定員15名[注 25]
  - 第一部→保育専攻
  - 第二部 入学定員25名[注 26]
- 福祉専攻 入学定員40名[注 27]

#### 別科
- なし

##### 取得資格について
- 保育士資格と幼稚園教諭二種免許状[注 28]が保育科にて取得できる[注 29]。
- 介護福祉士資格が福祉援助学科および専攻科福祉専攻[注 30]にて取得できた。
- 司書資格が心理学科、教養科にて取得できた[54]。
- 過去にあった教養科は中学校教諭二種免許状（国語）に認定されていた[注 31]。
- 心理技術科には（職業指導）の教職課程が設置されていた[注 32]。

#### 附属機関
- 図書館
- 教育・福祉研究センター
- 子ども学研究所
- 情報処理センター
- 実習指導センター
- 保健センター

### 研究
- 『白梅学園短期大学紀要』[72]
- 『白梅学園短期大学情報教育研究』[73]
- 『白梅学園短期大学教育・福祉研究センター教育実践叢書』[74]

## 学生生活

### 部活動・クラブ活動・サークル活動
- 白梅学園短期大学のクラブ活動
  - 体育系：バレーボール・バスケットボール・バドミントン・テニス・フットサルほか
  - 文化系：児童文化・写真・「手話・点字」ほか

### 学園祭
- 白梅学園短期大学の学園祭は「白梅祭」と呼ばれ毎年、概ね10月下旬に行われている。

### スポーツ
- バスケットボール部が、私立短大協会主催の大会に出場している。

## 大学関係者と組織

### 大学関係者組織
- 白梅学園短期大学には同窓会組織がある。
- 白梅学園生活協同組合がある。

### 大学関係者一覧

#### 大学関係者

##### 歴代学長
- 牧野英一：初代学長
- 野口明：元学長
- 槇智雄：元学長
- 無藤隆：2004年4月1日〜2007年10月9日（お茶の水女子大学名誉教授・2005年4月以降は、白梅学園大学学長・教授を併任）
- 汐見稔幸：2007年10月10日〜2018年3月31日（東京大学名誉教授、白梅学園大学学長を併任）
- 小玉重夫：2024年4月1日〜現職（東京大学名誉教授、白梅学園大学学長を併任）

#### 出身者
- まいあんつ

## 施設

### キャンパス
- A棟・B棟・E棟・F棟・G棟・I棟・短大小体育館・白梅第一会館・白梅第二会館・テニスコートなどがある。高等学校がキャンパス内に併設されている。
- 並木通りがキャンパス内にある。
- 春になるとウメの花が咲き、春の風物詩とされている。

### 寮
- 白梅学園短期大学には「若葉寮」と呼ばれる学生寮があった。

## 対外関係

### 系列校
- 白梅学園大学
- 白梅学園高等学校
- 白梅学園清修中高一貫部

## 社会との関わり
- 公開講座を催している。

## 卒業後の進路について

### 編入学・進学実績
- 系列の白梅学園大学や白梅学園短期大学専攻科以外では以下の実績がある。
  - 保育科
    - 第一部 文京学院大学・杏林大学・法政大学ほか
    - 第二部

  - 教養科：埼玉大学・川村学園女子大学・筑波学院大学・常磐大学・聖徳大学・杏林大学・駿河台大学・大東文化大学・中央大学・東洋大学・和光大学・相模女子大学・京都橘大学・桃山学院大学ほか
  - 心理技術科
    - 第一部（心理学科）：奈良女子大学・北海道医療大学・東京成徳大学・昭和女子大学・帝京大学・日本大学・明星大学・愛知学院大学・追手門学院大学ほか
    - 第二部
- 福祉援助学科：帝京平成大学・東海大学・ルーテル学院大学ほか

## 附属学校
- 白梅学園大学附属幼稚園：大学が設置されるまでは「白梅学園短期大学附属幼稚園」だった。